# José Iturbi

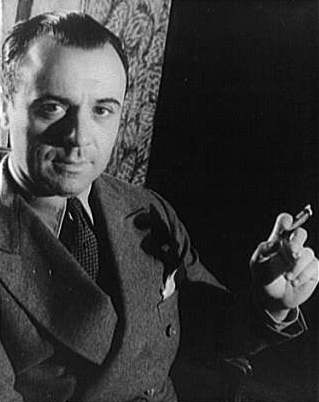
José Iturbi

José Iturbi (n. 28 noiembrie 1895, Valencia — d. 28 iunie 1980, Los Angeles) a fost un pianist virtuoz, compozitor și dirijor spaniol. În anii '40 a apărut în multe filme de la Hollywood. A fost implicat într-un litigiu familial complex pentru custodia celor două nepoțele ale sale care a culminat cu răpirea lor de către ginerele său. În amintirea lui s-a înființat în Valencia, în anul 1981, concursul internațional de pian care îi poartă numele. 